# ابنة الضابط
أخت الكابتن (بالروسية:Капитанская дочка, كابيتانسكايا دوشكا) هي رواية تاريخية للكاتب الروسي ألكسندر بوشكين. نشرت لأول مرة عام 1836في رابع عدد من الجريدة الأدبية سوفرمينيك.

## تعديلات
تبنى الملحن سيزار كوي الرواية لجعلها ليبريتو لأوبرا بنفس الاسم. تم إنشاء عدة أفلام من الرواية:
- 1947 - لا فيغليا ديل كابيتانو من طرف مخرج الأفلام ماريو كاميريني مع سيزار دانوفا بدور بيوتر و إراسيما ديليان  [لغات أخرى]‏ بدور ماشا.
- 1958 - عاصفة (فيلم 1958) من طرف المخرج ألبيرتو لاتوادا مع جيوفري هورن بدور بيوتر و سيلفانا مانغانو بدور ماشا.
- 1959 - كابيتانسكايا دوشكا من طرف المخرج فلاديمير كابلونوفسكي مع أوليغ ستريزينوف بدور بيوتر وإيا آريبينا بدور ماشا.
- 2000 - روسكي بونت من طرف المخرج أليكسندر بروشكين مع ماتوز داميكي بدور بيوتر وكارولينا غروزكا بدور ماشا.
- 2005 - ابنة الضابط، فيلم أنميشن-إيقاف حركة مدته 28 دقيقة. صنف الرابع في التقسيم الاحترافي في المهرجان الروسي المفتوح لأفلام الأنميشن  [لغات أخرى]‏ عام 2006. فاز بجائزة النسر الذهبي في صنف «أفضل فيلم أنميشن» عام 2007.